# シティ・オブ・ウェストミンスター

位置。鉄道路線帯と混同してるが灰線は区境

シティ・オブ・ウェストミンスター（City of Westminster、[ˈwɛstmɪnstər] ( 音声ファイル)）は、イングランドのロンドン中心部にあるロンドン特別区の一つ。
区域にはロンドンのウエスト・エンド地区のほぼ全てが含まれており、東南には古くからの歴史のあるシティ・オブ・ロンドン、東北及び北東にカムデン区、北西にブレント区、西にケンジントン&チェルシー王立区、南ではテムズ川を境に西からワンズワース区およびランベス区と、それぞれ隣接しており、インナー・ロンドンの一部を構成する。
1965年に行われた行政区の大改正により、グレーター・ロンドンの設置とともに誕生した。その地域は本来のウェストミンスター地区よりも広範囲に及んでいる。この新行政区への移行に伴って、ウェストミンスターはシティの地位に指定された。区域には広い公園や広場が多数ある一方で、区の人口密度は高い。バッキンガム宮殿、ウェストミンスター寺院などの歴史的名所のほか、ウェストミンスター宮殿（英国議会議事堂）、首相官邸・財相公邸・院内幹事長公邸のあるダウニング街、中央官庁、スコットランドヤード、英最高裁などホワイトホール一帯の他、王立裁判所など政府中枢が集中して立地している。
区域はウェストミンスター宮殿の周辺に広がる旧来からの政治の中心地ウェストミンスター地区や、オックスフォード・ストリート、リージェント・ストリート、ピカデリー、ボンド・ストリートなどのショッピング街、代表的な歓楽街のソーホーなど、さらに多くの地区に細分される。
区域のほとんどに居住者がおり、2008年の統計では23万6,000人の推計人口であった。区の自治主体はウェストミンスター・シティ・カウンシル（市ないし区議会）、役所庁舎はヴィクトリア界隈にあるシティ・ホールである。

## 地区

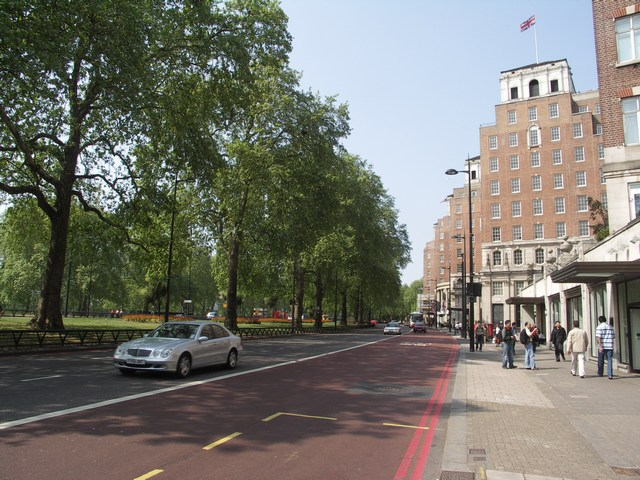
メイフェアとハイド・パークとの間を南北に走るパーク・レーンにある Grosvenor House Hotel と The Dorchester、2007/4/28
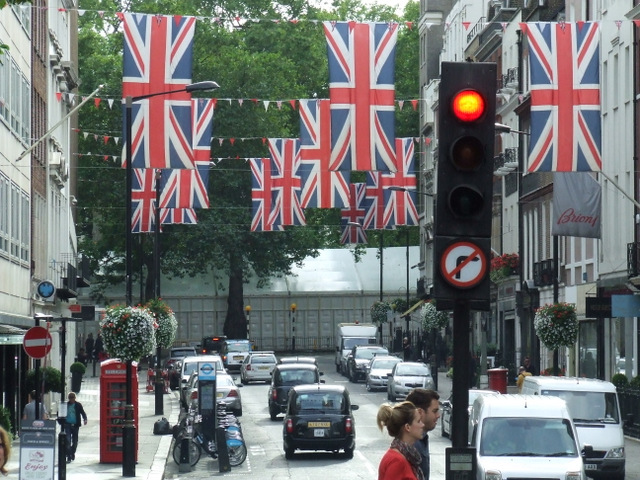
メイフェアのブルートン・ストリート (Bruton Street)、2012/9/10
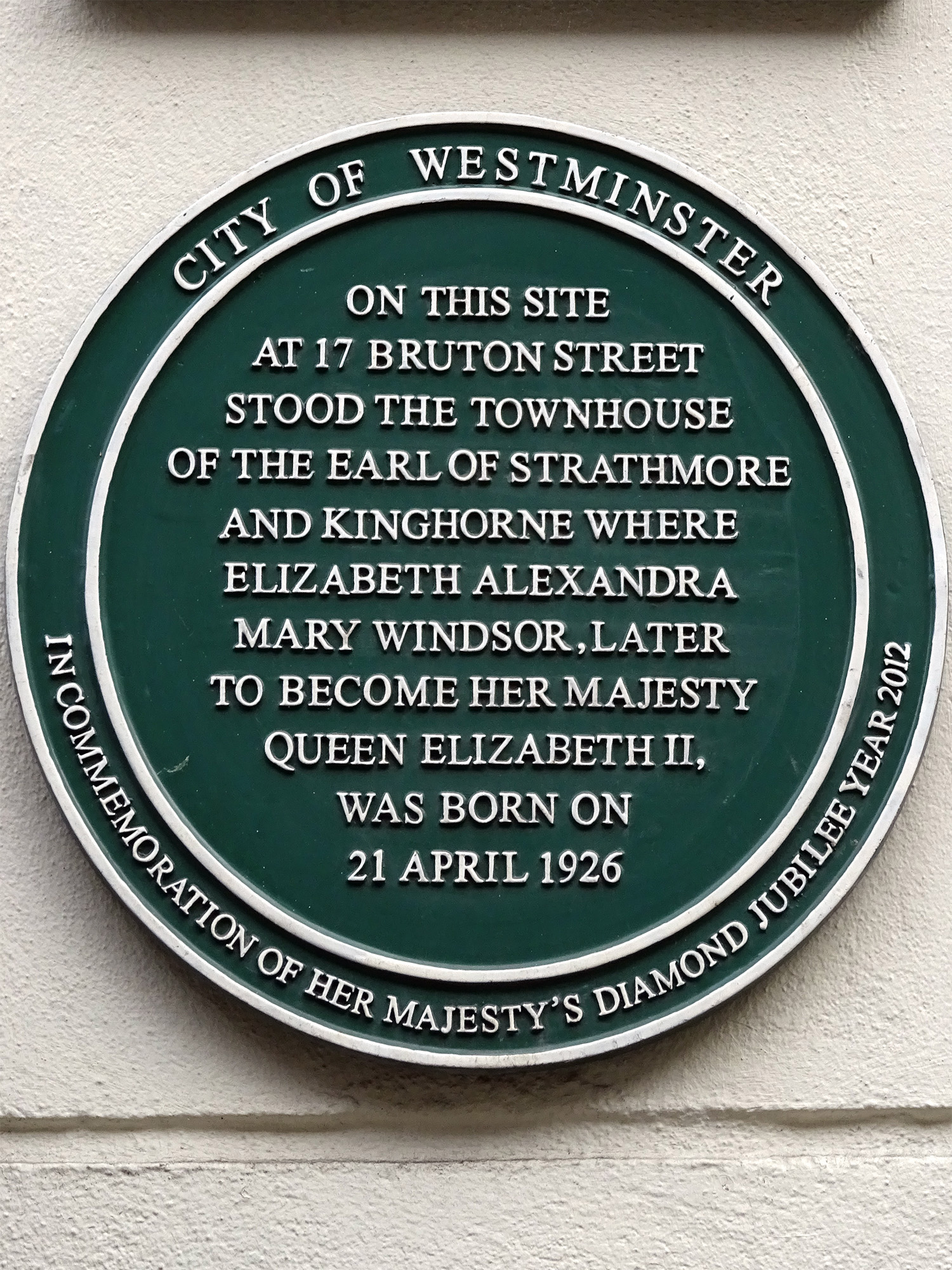
ブルートン・ストリート17番地にあるストラスモア＝キングホーン伯爵のタウンハウス。1926年4月21日、同地でエリザベス2世が生まれた旨のプラーク
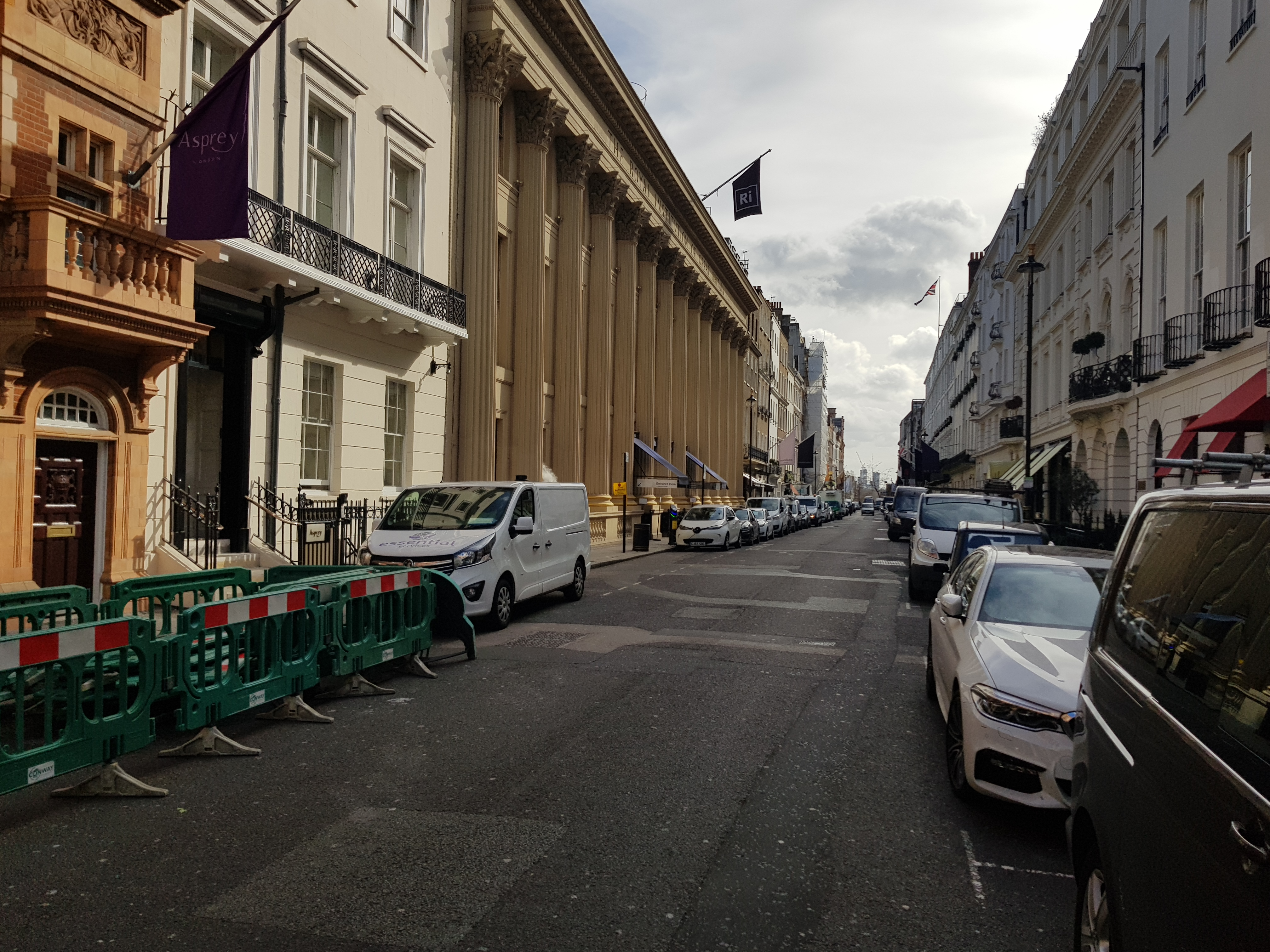
アルバマール・ストリート (Albemarle Street, Mayfair)、2019/3/5
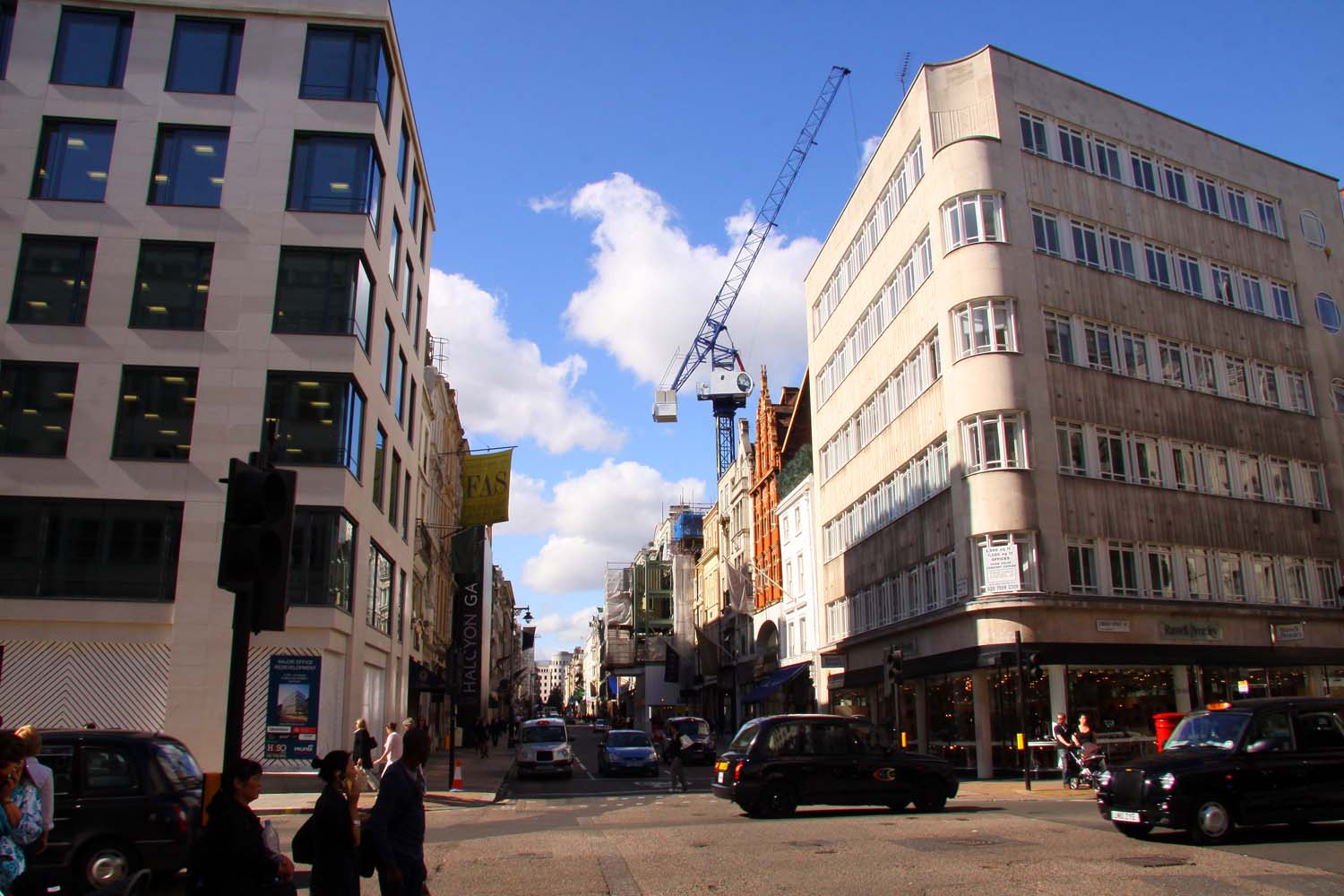
コンドゥイット・ストリート〈横〉とニュー・ボンド・ストリート〈縦〉の交差点 (Conduit Street crosses New Bond Street, Mayfair)、2010/8/24
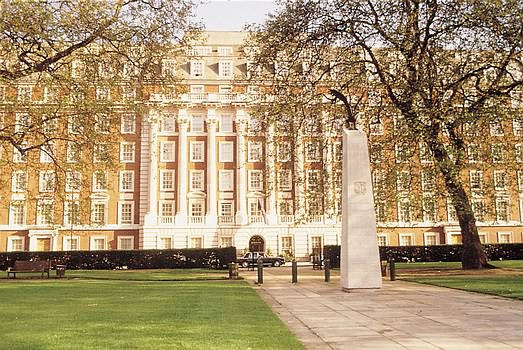
グローヴナー・スクウェア (The Biltmore Mayfair overlooking Grosvenor Square)
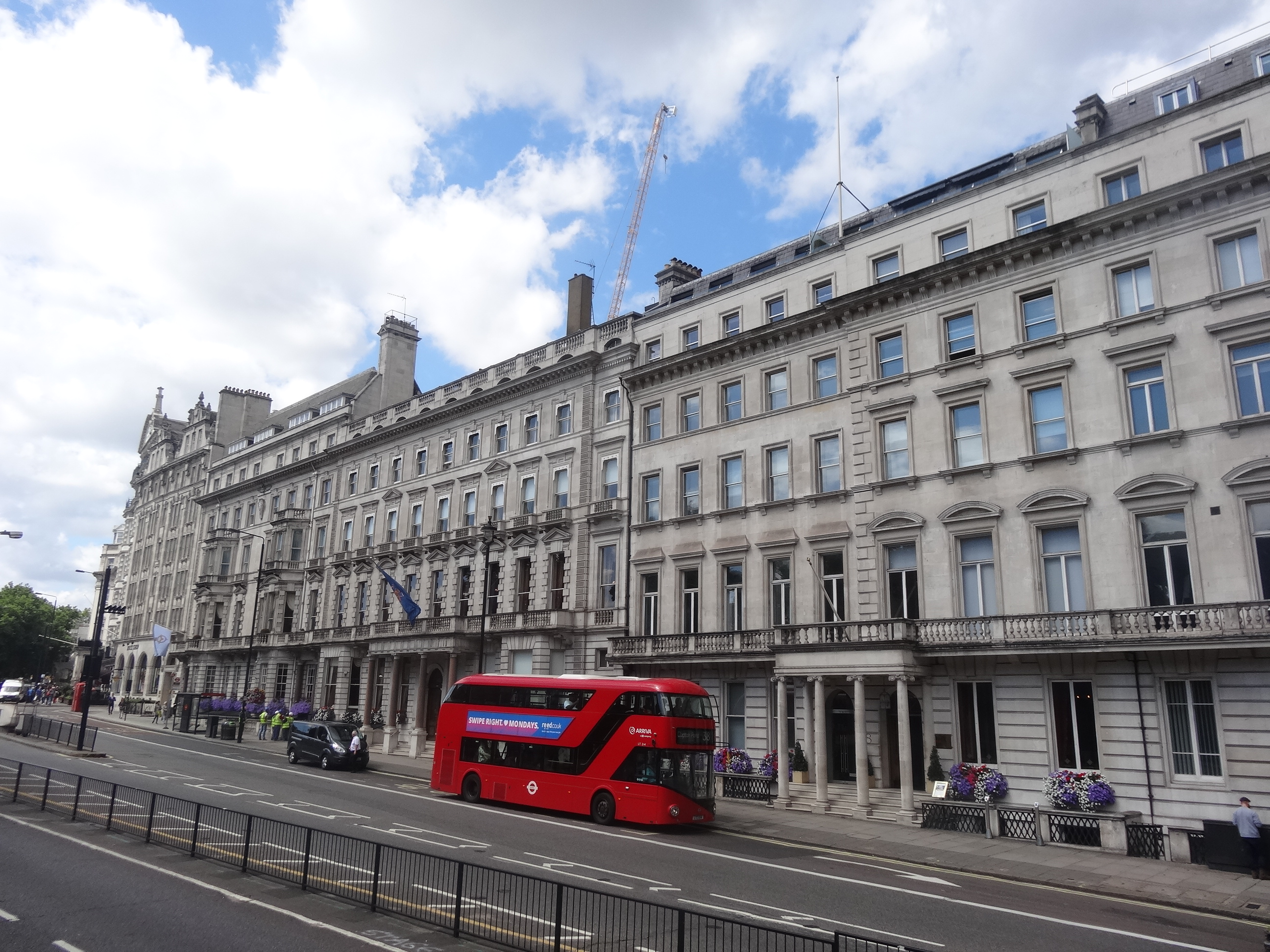
ピカデリー (118-128 Piccadilly, Mayfair)、2017/7/31
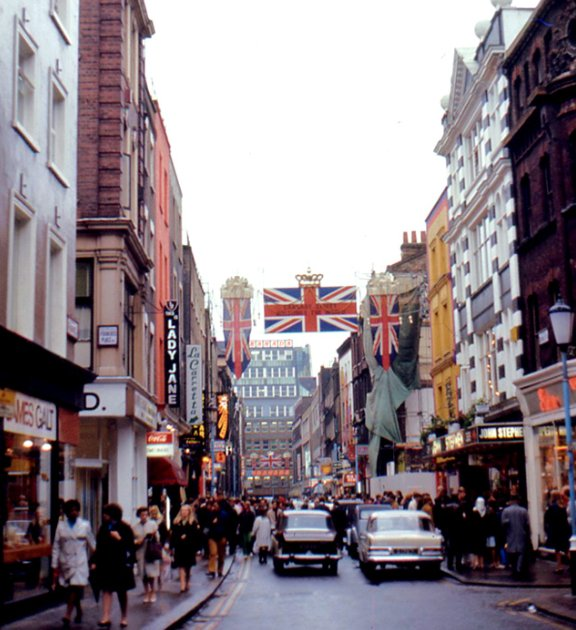
ソーホーのカーナビー・ストリート (Carnaby Street)、1968
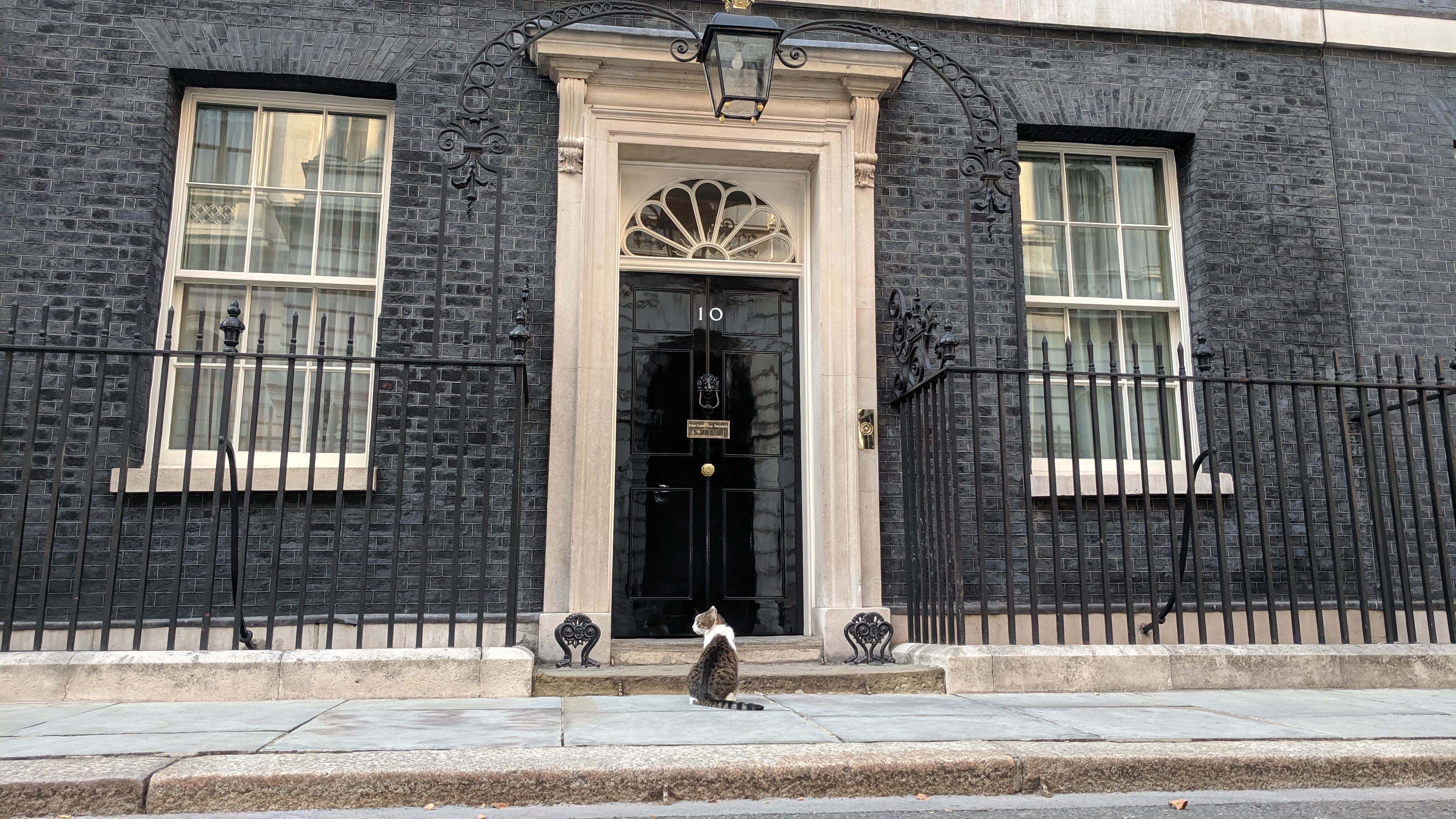
ダウニング街10番地のラリー (Larry)、2019/7/23
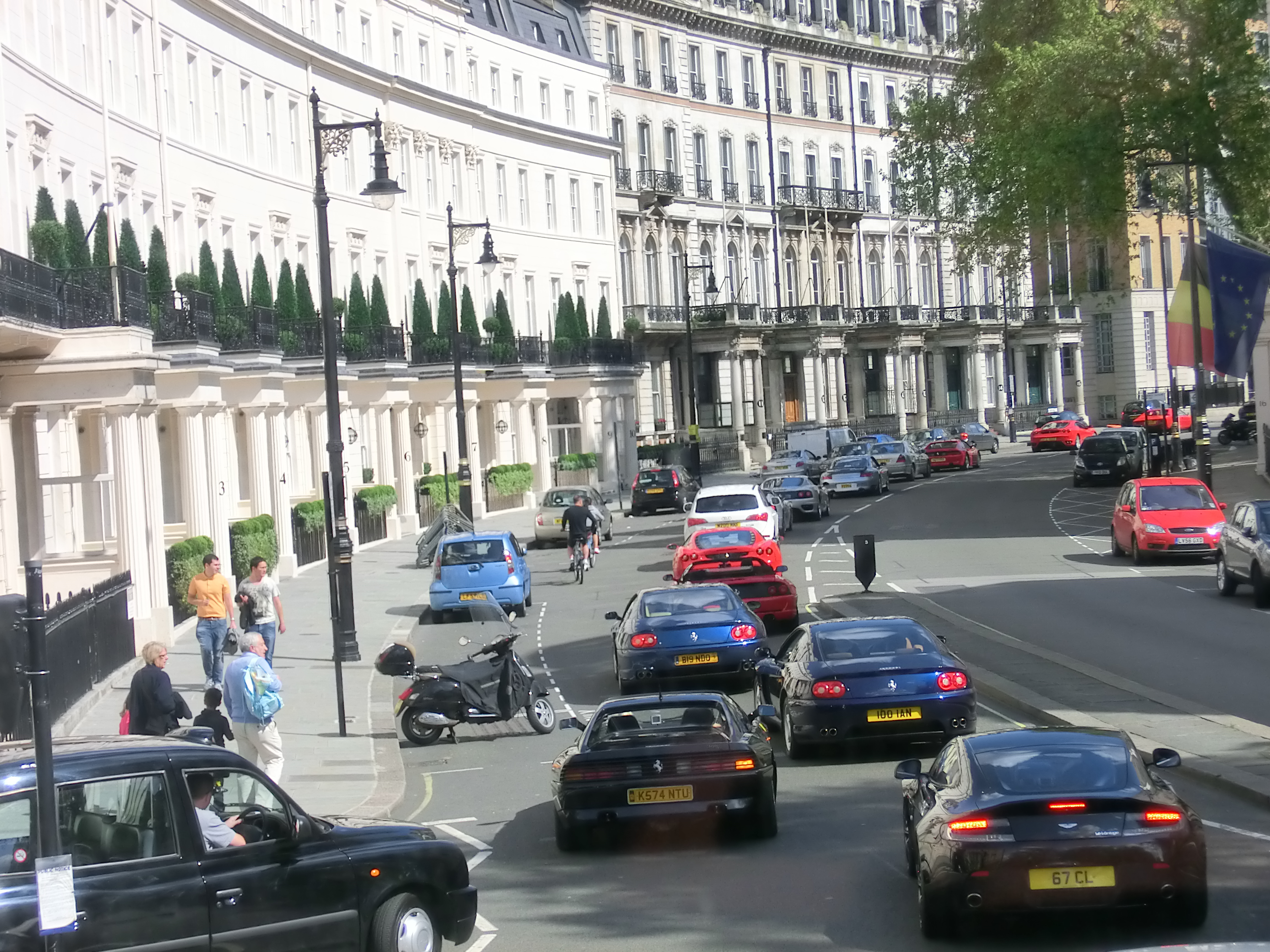
イギリスで最も地価が高い場所の一つベルグレイヴィアの Grosvenor Crescent、2012/5/13

シティ・オブ・ウェストミンスターはロンドン市内の以下の地域をすべてカバーしている。
- ウェストボーン・グリーン（Westbourne Green）
  - ベイズウォーターやパディントン同様、ハイド・パークないしケンジントン・ガーデンズの北側、リージェンツ・パークの西側にある。西側隣接ケンジントン区のノッティング・ヒル、ノース・ケンジントン、ケンサル・タウンないしケンサル・グリーン界隈と接する。
- ウェストミンスター（本来のウェストミンスター区の中心部）
  - 中央官庁街ホワイトホールやウェストミンスター寺院からウェストミンスター大聖堂界隈までを包含したバッキンガム宮殿周辺界隈の地区。
- コヴェント・ガーデン （一部はカムデン区に入る）
- サウス・ケンジントン（South Kensington, 南部はケンジントン・アンド・チェルシー区に入る）
  - ケンジントン&チェルシー区域とかぶる。高級住宅街であり、界隈は「リトル・パリ」 (Little Paris) と呼ばれフランス人の居住者が多い[2]。同地区東部側にヴィクトリア&アルバート博物館、ロンドン自然史博物館、ロイヤル・アルバート・ホール、インペリアル・カレッジ・ロンドンなど博物館や劇場、大学等が林立している。この界隈は通称アルバートポリス (Albertopolis) と呼ばれ、ウェストミンスター区を北側、ケンジントン&チェルシー区を南側に、東西に走るインペリアル・カレッジ・ロード (en) が両区の境界線になる。
- シアターランド（Theatreland）
  - 区内を東西に走るピカデリーは東側で通り名がシャフツベリー・アヴェニューと変わる。ソーホーから東側コヴェント・ガーデン界隈ドゥルリー・レーン（Drury Lane）まで走るそのシャフツベリー・アヴェニュー沿い、及びピカデリー・サーカスからペル・メル（トラファルガー広場西側）まで南北に伸びるヘイマーケット界隈まで広く含めた劇場エリアの「ウェスト・エンド・シアター」になる。英語圏ではNYの「ブロードウェイ・シアター」と並び称される。
- セント・ジェームズ
- セント・ジョンズ・ウッド（St John's Wood）
  - ビートルズが録音に用いたアビィ・ロード・スタジオで知られている。
- ソーホー（下記チャイナタウンを含む）
  - 東西に走るオックスフォード・ストリート南側と、同オックスフォードの南側を東西に並走するシャフツベリー・アヴェニュー界隈までの地区。1960年代、カーナビー・ストリート (Carnaby Street) 界隈が「スウィンギング・シックスティーズ」（Swinging Sixties）または「スウィンギング・ロンドン」（Swinging London）と呼ばれる、モッズやヒッピー、ミニなどのストリートファッションやサイケな色彩を帯びたストリートカルチャーのスポットとなった。また、性風俗店などが連なる街だったが、1980年代以降はゲイバーやレズビアンバーなどがあるも、洗練されたお洒落な歓楽街に変貌した。
- チャイナタウン（Chinatown、ロンドン中華街）
  - ジェラード・ストリートが走る。
- チャリング・クロス
  - トラファルガー広場南側にあるロンドンの代表的ラウンドアバウトであり、その界隈の地区。
- ダウニング街
  - 首相官邸ダウニング街10番地などがある。中央官庁、スコットランドヤード、英海軍本部、英議会ウェストミンスター宮殿、英最高裁が界隈にあるホワイトホール沿いにある。
- オールドウィッチ（テンプル）
  - 区内南東側テムズ河畔にあるエリア及び道路名で、東側に隣接するテンプル地区はシティ・オブ・ロンドンに入る。ストランド（フリート・ストリート）でテンプルと、キングスウェイで隣接北側ホルボーン界隈と接する。王立裁判所がオールドウィッチに、4つの法曹院のうち2つがホルボーン界隈に、残り2つがテンプルにあり、周辺一帯は法曹街になる。
- ナイツブリッジ（一部はケンジントン・アンド・チェルシー区に入る）
  - メイフェア地区の西側、ハイド・パーク南側に接する。ベルグレーヴィア、サウス・ケンジントン、チェルシーなど高級住宅街に囲まれ、南北に走るスローン・ストリート沿いに高級ブランド店が並ぶ。
- ハイド・パーク
  - 公園西側は、ケンジントン宮殿が建つケンジントン・ガーデンズがひと続きに広がる。
- パディントン
  - ヒースロー空港方面に向かう主要ターミナル駅 パディントン駅があり、ハイド・パーク北側に接する。東側はメリルボーン。駅界隈にはマイクロソフト UK などがある。
- ヴィクトリア（Victoria、ビクトリア）
  - バッキンガム宮殿南側でウェストミンスター、ベルグレーヴィア、ピムリコとかぶるエリア及びロンドン・ヴィクトリア駅界隈の総称で、同ヴィクトリア駅はロンドン第2の主要ターミナル駅である。
- ピムリコ
  - サウス・ケンジントン南側に隣接してテムズ河畔にある高級住宅街。
- フィッツロビア（Fitzrovia, 一部はカムデン区に入る）
  - ブルームスベリー、ホルボーン界隈と接し区内南東側にある。オックスフォード・ストリートが西側メイフェアまで東西に走る。歴史的にはヴァージニア・ウルフ、バーナード・ショー、アルチュール・ランボーらが居住した"ボヘミアン地区"にあたる。
- ベイズウォーター（一部はケンジントン・アンド・チェルシー区に入る）
  - ウェストボーン・グリーン、パディントン同様、ハイド・パークないしケンジントン・ガーデンズの北側、リージェンツ・パークの西側にあり、西側で隣区ノッティング・ヒル界隈と接する。
- ベルグレーヴィア（一部はケンジントン・アンド・チェルシー区に入る）
  - 東側で接するメイフェアともども最高級住宅街。
- ミルバンク（Millbank）
  - ホワイトホールの南側テムズ河畔地区。ウェストミンスター宮殿から南に、ウェストミンスター・スクール、MI5のテムズ・ハウスなどがある。MI6は対岸ランベス区ヴォクソールのSIS Buildingにある。さらに南側のテムズ河畔から西側一帯が、間にヴィクトリア界隈を挟みピムリコ地区になる。
- メイダ・ヴェール（Maida Vale、あるいはメイダ・ヒル Maida Hill）
  - パディントン、ウェストボーン・グリーン、ケンサル・タウン、隣区ノース・ケンジントンなどと接する。リージェンツ・パークの西側。
- ケンサル・タウン（Kensal Town, 一部はケンジントン・アンド・チェルシー区に入る）
- メイフェア
  - ベルグレーヴィア同様に最高級住宅街。北側メリルボーンとの間をオックスフォード・ストリートが東西に走り、その南側をピカデリーが並走する。対して、南北に交差する（ベイカー・ストリートが名を変えて続く）オーチャード・ストリート (Orchard St)、ボンド・ストリート (Bond St)、リージェント・ストリート (Regent St)　界隈に高級ブランド店やデパートなとが集積している。
- メリルボーン
  - 東西に走るオックスフォード・ストリートを挟み、メイフェアの北側にある地区。北側にはリージェンツ・パーク、ロンドン動物園がある。
- リッソン・グローブ（Lisson Grove）
  - メリルボーン地区に含まれる下位地区及び通り名。リージェンツ・パークの西側にある。リッソン・ギャラリー (en) などがある文化のランドマーク的地区。

## ギャラリー

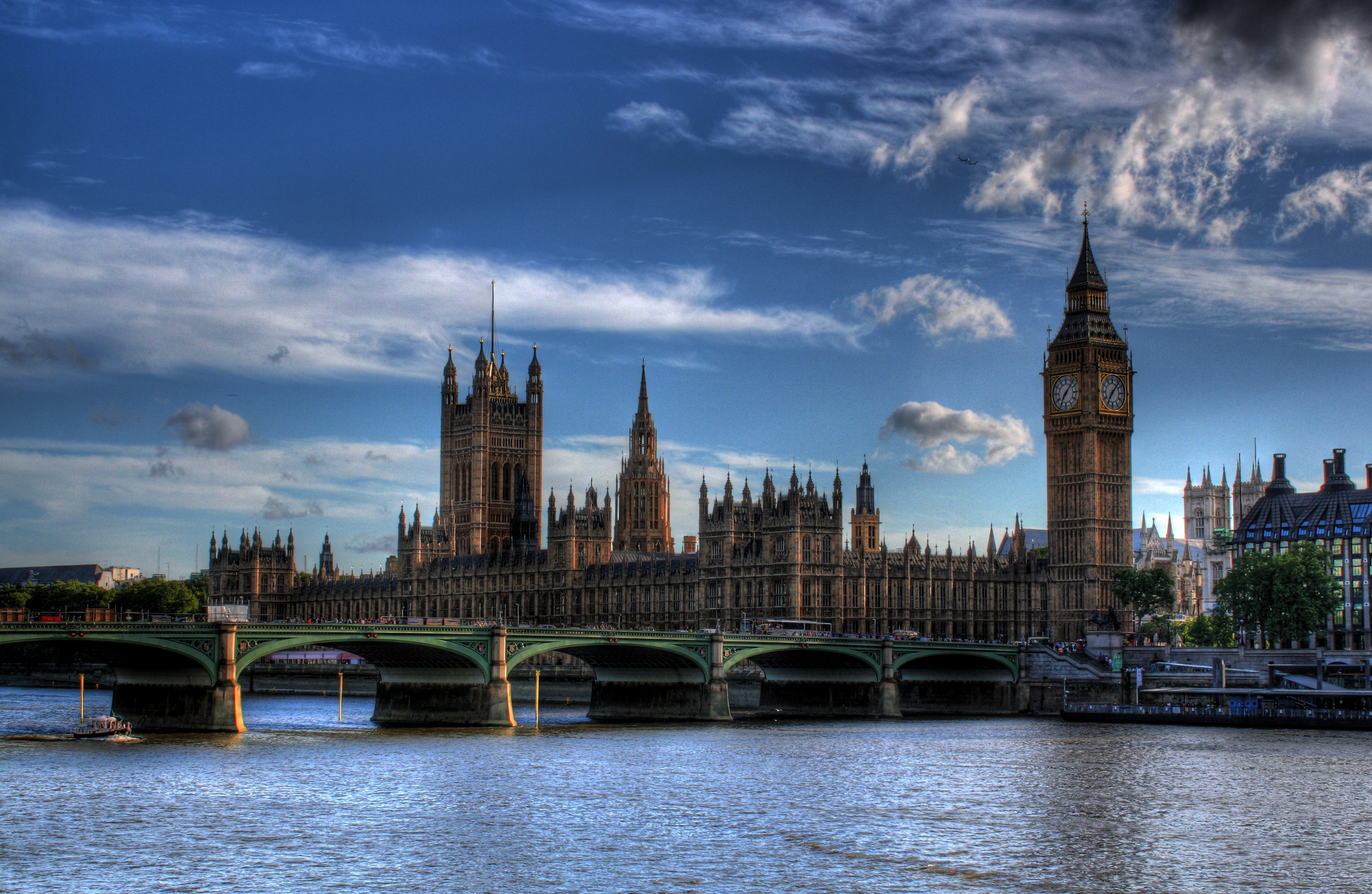
ウェストミンスター宮殿
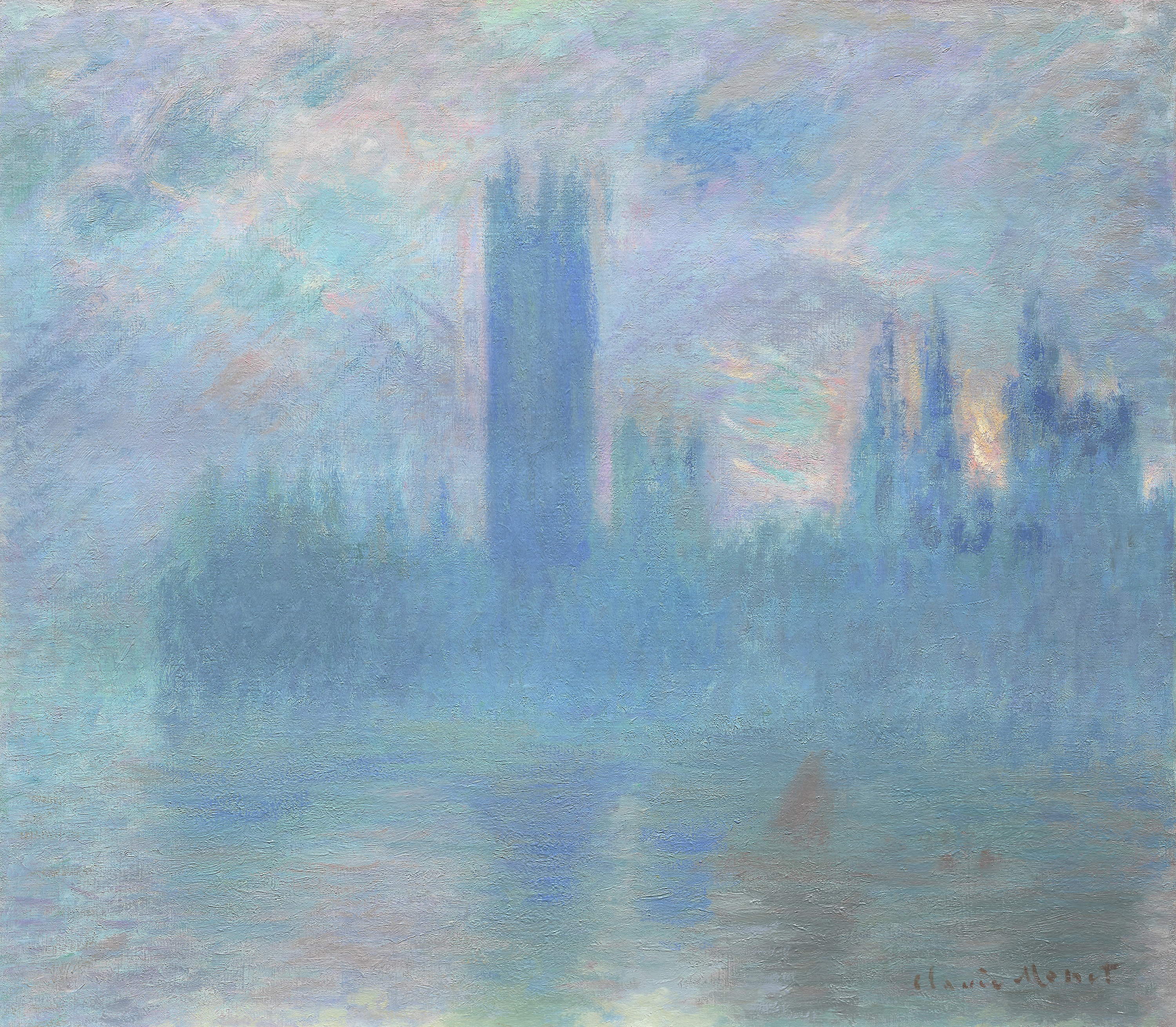
モネのロンドン作品シリーズ "英国議会議事堂 " (Houses of Parliament, London, 1900–1901, The Art Institute of Chicago)
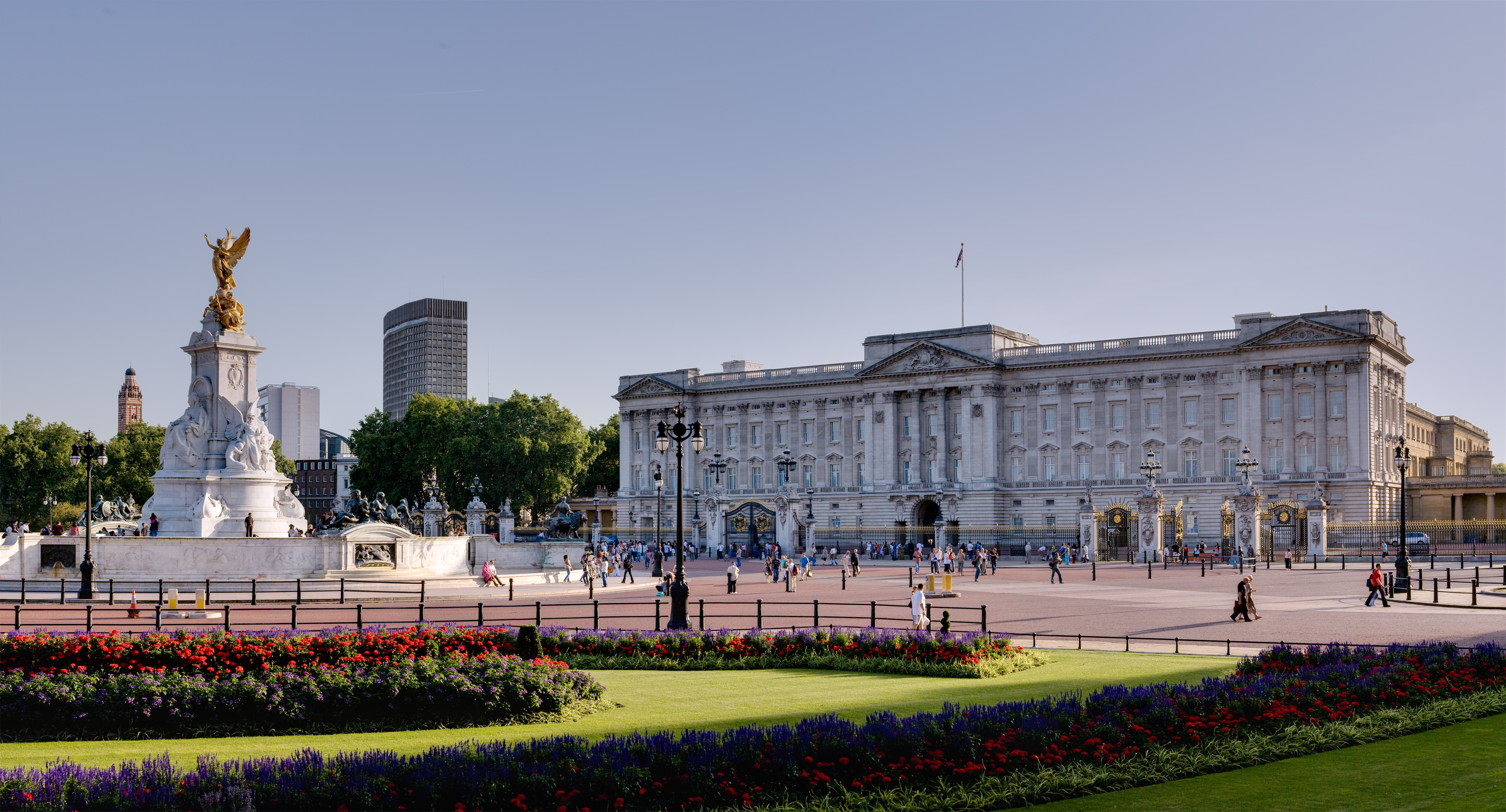
バッキンガム宮殿とヴィクトリア記念碑
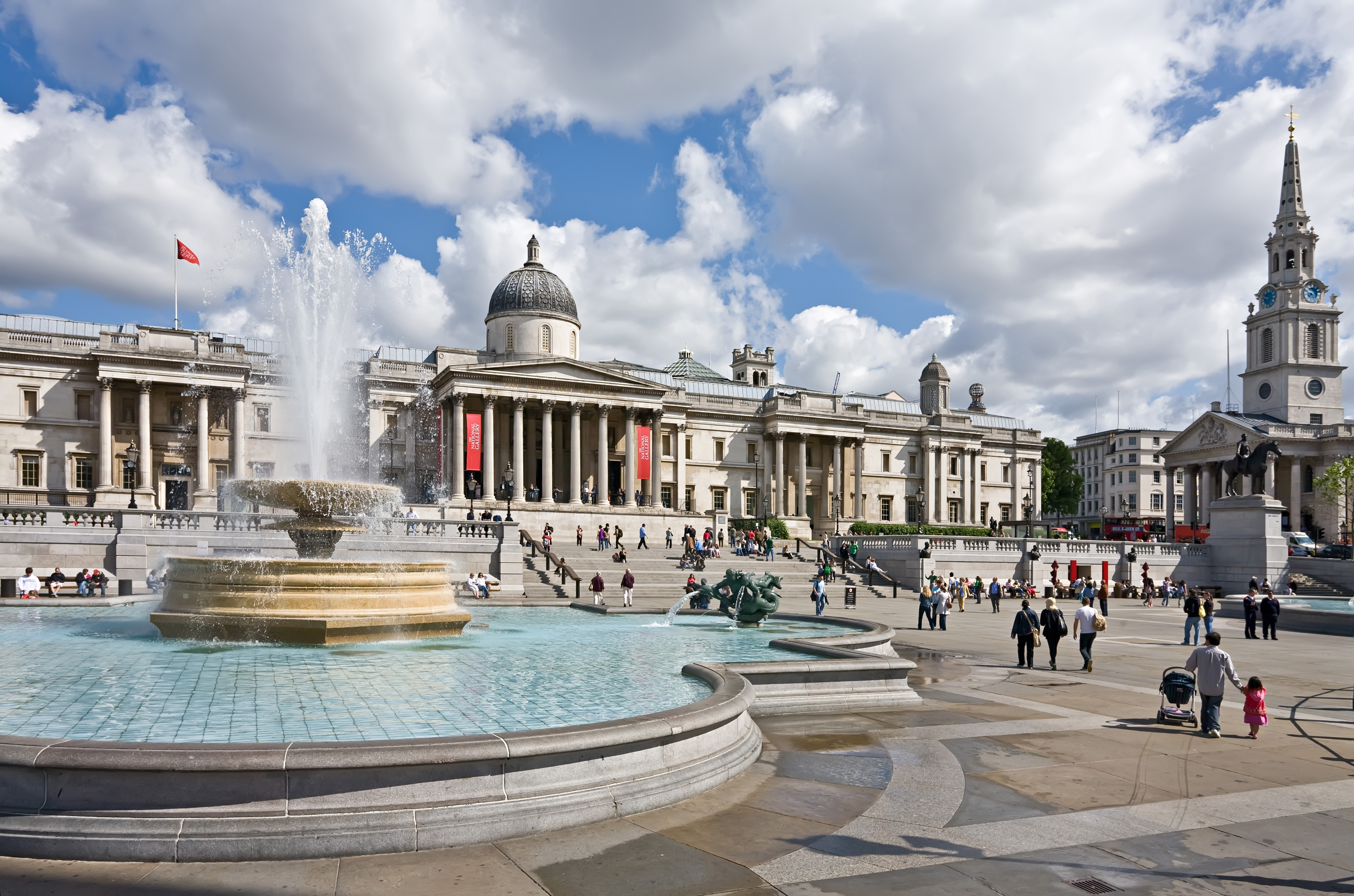
トラファルガー広場に面したナショナル・ギャラリー
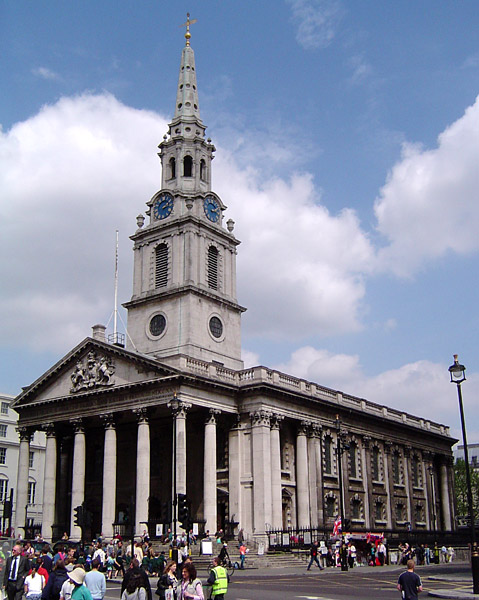
セント・マーティン・イン・ザ・フィールズ
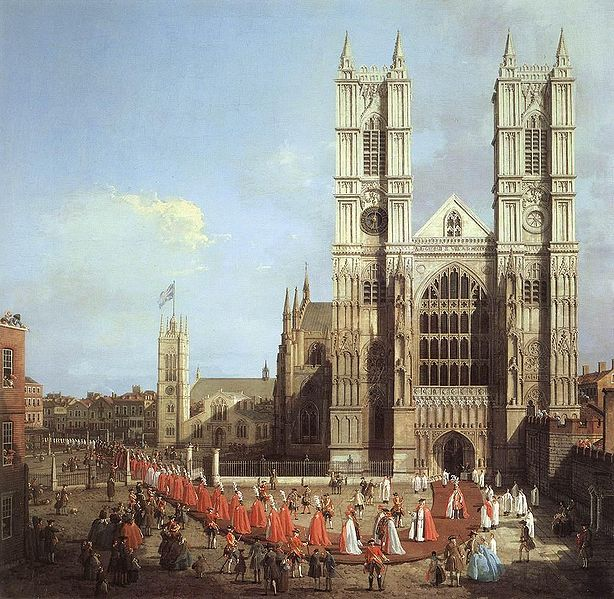
カナレットによるヴェドゥータ "ウェストミンスター寺院でのバス勲章授与式 " (Westminster Abbey with a procession of Knights of the Bath), 1749
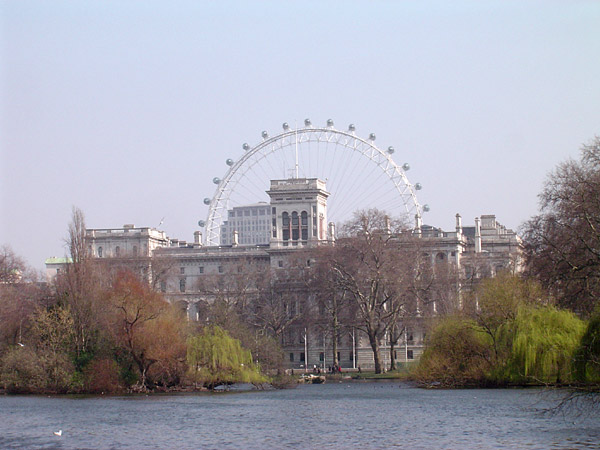
セント・ジェームズ・パークとロンドン・アイ
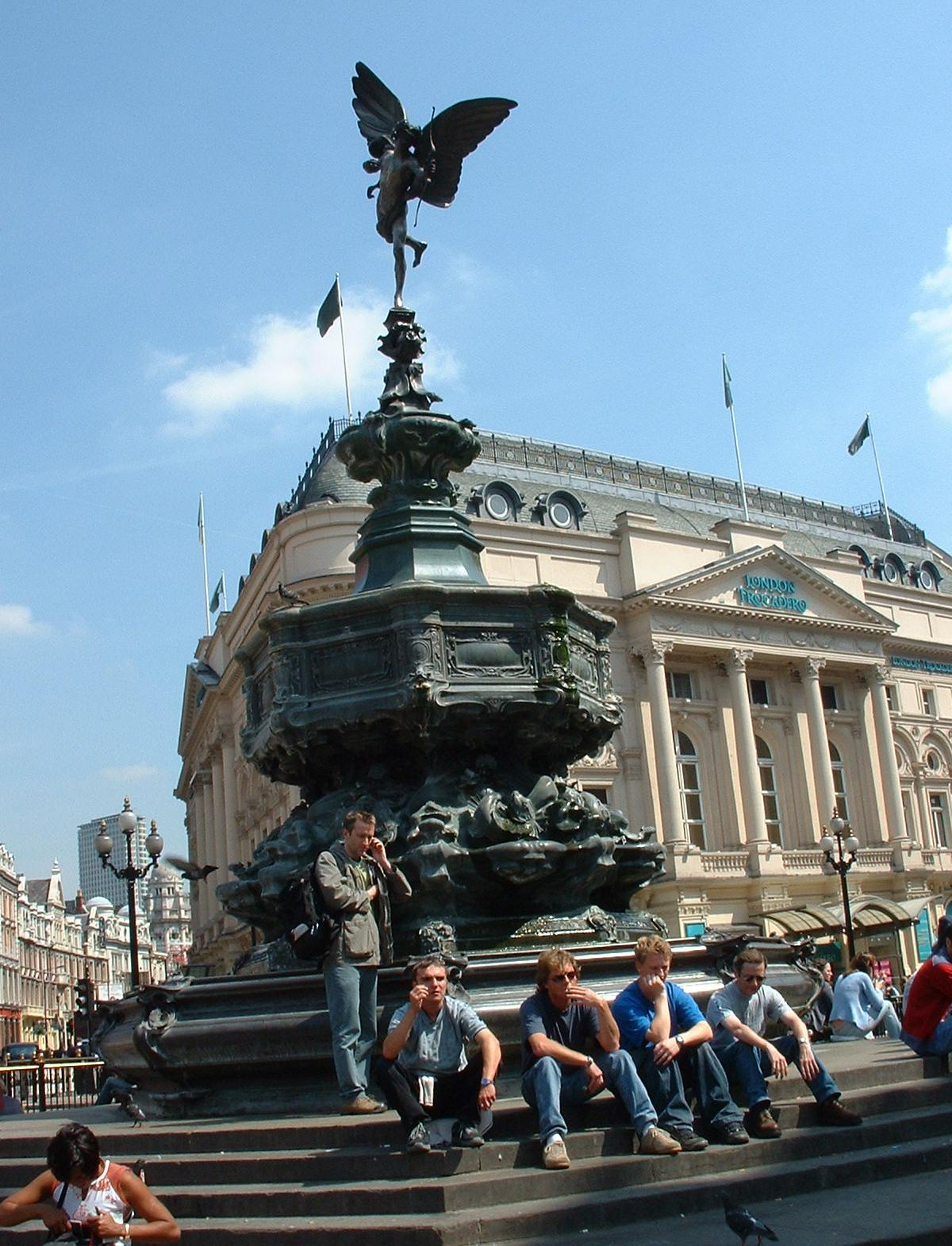
ピカデリーサーカスのシャフツベリー記念碑
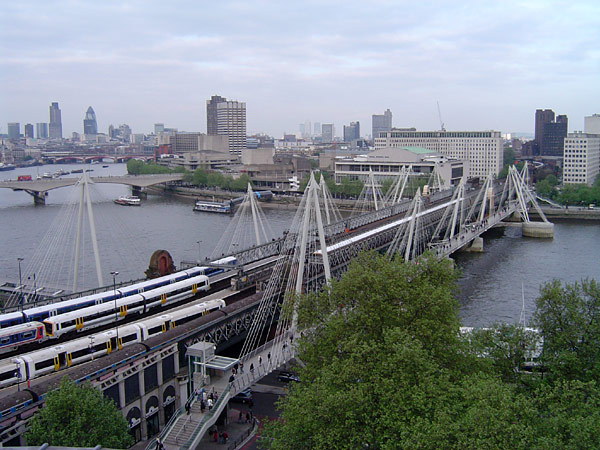
ハンガーフォード・ブリッジ

## 名所・旧跡・主要施設など
- ウェスト・エンド
- アビー・ロード・スタジオ - ビートルズなどが録音したスタジオ。
- アプスリー・ハウス（ウェリントン博物館）
- 慰霊碑
- ヴィクトリア・エンバンクメント
- ウェストミンスター宮殿（英国議会議事堂）
- ビッグ・ベン（ウェストミンスター宮殿）
- ウェストミンスター寺院
- ウェストミンスター・スクール
- ウェストミンスター・セントラル・ホール
- ウェストミンスター大聖堂
- ウェストミンスター・ブリッジ
- ウェリントン・アーチ
- ウォレス・コレクション
- クイーン・エリザベス・II会議センター
- 近衛兵博物館
- クラレンス・ハウス（王太子公邸）
- クレオパトラの針
- サー・ジョン・ソーンズ美術館
- サーペンタイン・ギャラリー
- サヴォイ・ホテル - 旧サヴォイ・パレスに因み名付けられた、オールドウィッチないしテンプル地区界隈、ストランド沿いにある高級ホテル。
- サマセット・ハウス - オールドウィッチないしテンプル地区界隈、ストランド沿いにある18世紀ジョージアン様式の建物。近隣の展示場 180 The Strand などとロンドン・コレクションの会場にも用いられる。
- シャーロック・ホームズ博物館
- スピーカーズ・コーナー
- スペンサー・ハウス（スペンサー＝チャーチル家の館）
- センター・ポイント
- セント・ジェームズ宮殿
- セント・ジョンズ・スミス・スクエア
- セント・マーガレット教会
- セント・マーティン・イン・ザ・フィールズ
- セント・メアリー・ル・ストランド教会
- チャーチル博物館（内閣戦時執務室）
- チャンネル4
- テート・ブリテン
- トロカデロ・センター
- ナショナル・ギャラリー
- ナショナル・ポートレート・ギャラリー
- ニュー・イヤーズ・デイ・パレード
- ネルソン記念柱
- バーリントン・アーケード
- バーリントンハウス
- バッキンガム宮殿
- ハンテリアン博物館
- ブッシュ・ハウス
- マールバラ・ハウス
- マダム・タッソー館
- ミルバンク・タワー
- リージェンツ・カナル
- リッツ・ロンドン - ピカデリー沿いにある最高級ホテル。
- リトル・ヴェニス
- ローズ・クリケット・グラウンド
- ロンドン交通博物館
- ロンドン動物園 -リージェンツ・パーク北端にある。
- ロンドン中央モスク（The London Central Mosque） - リージェンツ・パーク北西端にあるイスラム教のモスク。
- ロンドン・プラネタリウム
- 王立芸術院
- ロイヤル・アルバート・ホール
- ロイヤル・オペラ・ハウス
- ロイヤル・コート・オブ・ジャスティス
- マレー（出版社） - 19-20世紀、アルバマール・ストリート (50 Albemarle Street) にあった。『種の起源』などを発刊した。

### 公園
- グリーン・パーク
- ハイド・パーク - 西側に隣接して下記ケンジントン・ガーデンズがある。
- ケンジントン・ガーデンズ - ケンジントン宮殿など一部が隣区ケンジントン・アンド・チェルシー区に帰属する。
- リージェンツ・パーク
- セント・ジェームズ・パーク

### 通り・広場
- アビー・ロード
- オールドウィッチ（アルドウィッチ）
- オックスフォード・ストリート - 東側カムデン区ホルボーン界隈から東西に伸び、メイフェアとメリルボーンとの間までを走るロンドンの代表的な目抜き通り。
- カーナビー・ストリート
- コンスティチューション・ヒル
- サヴィル・ロウ - 日本語「背広」の語源となったとされる、メイフェア界隈をリージェント・ストリートに並走する南北に走る通り。
- シャフツベリー・アベニュー - 下記ピカデリーは東側でシャフツベリ・アヴェニューと名を変え、オックスフォード・ストリート南側を東西に並走する。
- スミス・スクエア
- ストランド (ロンドン)
- ダウニング街 - 首相官邸ダウニング街10番地がある。ホワイトホール沿いにある。
- チャリング・クロス - トラファルガー広場南側のロンドンの代表的なラウンドアバウト、及び地区名になる。
  - 東側シティのフリート・ストリートに伸びるストランド、ホワイトホール、ザ・マル、北側オックスフォード・ストリートに伸びるチャリング・クロス・ロードなどが接続する。
- トラファルガー広場
- ハーレイ・ストリート
- ピカデリー - ホルボーン界隈からオックスフォード・ストリート南側をメイフェア界隈まで東西に並走する目抜き通り。東側でシャフツベリー・アヴェニューと通り名を変えホルボーンに、西側でベルグレーヴィアやナイツブリッジ、ケンジントンやチェルシーに接続する。
  - ピカデリーサーカス - リージェント・ストリートが南北に交差する広場。下記劇場街のヘイ・マーケットが伸びる。
- ベイカー・ストリート - メリルボーン界隈を走り、通り名をオーチャード・ストリートと名を変えオックスフォード・ストリートに南北で交差する通り。
- ヘイマーケット - ピカデリーサーカスから伸びる劇場街。
- ペル・メル
- ホース・ガーズ・パレード
- ボンド・ストリート - オックスフォード・ストリートに南北で交差する通り。
- ホワイトホール - 中央官庁、ロンドン警視庁（スコットランドヤード）、ダウニング街、英議会ウェストミンスター宮殿、イギリス最高裁が沿道にある、トラファルガー広場とチェルシーとを南北に走る通り。
- ザ・マル - トラファルガー広場とバッキンガム宮殿とを結ぶ東西に走る通り。
- リージェント・ストリート - オックスフォード・ストリートに南北で交差する通り。
- レスター・スクウェア
- レンスター・ガーデンズ

## 交通

### 鉄道駅

#### ナショナルレール
ロンドンの主要なターミナル駅である以下の4駅が区内にある。
- チャリング・クロス駅
- メリルボーン駅
- パディントン駅
- ロンドン・ヴィクトリア駅

#### ロンドン地下鉄
ウェストミンスター特別区内にはロンドン地下鉄の駅が以下の31駅あり、ウォータールー&シティー線を除いては全11路線中10路線が区内を走っている。
- ヴィクトリア駅
- ウェストボーン・パーク駅
- ウェストミンスター駅
- エッジウェア・ロード駅（サークル線、ハマースミス&シティー線）
- エッジウェア・ロード駅（ベーカールー線）
- エンバンクメント駅
- オックスフォード・サーカス駅
- クイーンズウェイ駅
- グレート・ポートランド・ストリート駅
- グリーン・パーク駅
- コヴェント・ガーデン駅
- セント・ジョンズ・ウッド駅
- セント・ジェームズ・パーク駅
- チャリング・クロス駅
- テンプル駅
- トテナム・コート・ロード駅
- ハイド・パーク・コーナー駅
- パディントン駅
- ピカデリー・サーカス駅
- ピムリコ駅
- ベイカー・ストリート駅
- ベイズウォーター駅
- ボンド・ストリート駅
- マーブル・アーチ駅
- メイダ・ヴェール駅
- メリルボーン駅
- ランカスター・ゲート駅
- リージェンツ・パーク駅
- レスター・スクウェア駅
- ロイヤル・オーク駅
- ワーウィック・アヴェニュー駅

### 電気自動車の充電施設
ウェストミンスター・シティ・カウンシルは区内の15ヶ所（うち13ヶ所は駐車場、2ヶ所は路上）に電気自動車の充電ポイントを設置している。利用者は登録手数料として年間利用料を支払うことで、登録地点でのみ利用できる。

## 経済
シティ・オブ・ウェストミンスターには多くの企業の本社・本拠地が所在する。複数の多国籍企業がウェストミンスターを世界またはヨーロッパないしEMEAにおける拠点として選択している。
メイフェアおよびセント・ジェームズにはヘッジファンドや私設の株式ファンドが集中している。ウェスト・エンドは映画・舞台産業地区として知られ、舞台芸術産業の中心地となっている。ソーホーとその周辺地域はメディア産業や創造産業の関連企業が林立する。オックスフォード・ストリート界隈は世界でも有数のショッピング街であり、ベルグレイヴィアからナイツブリッジを中心に隣区ケンジントン界隈にかけて、ルイ・ヴィトン、シャネル、カルティエ、ティファニー、フェラガモなど世界的ハイブランドの旗艦店が集中している。
ウェストミンスター区内に拠点を置く企業を以下に示す。
- BAEシステムズ本社[4][5][6]

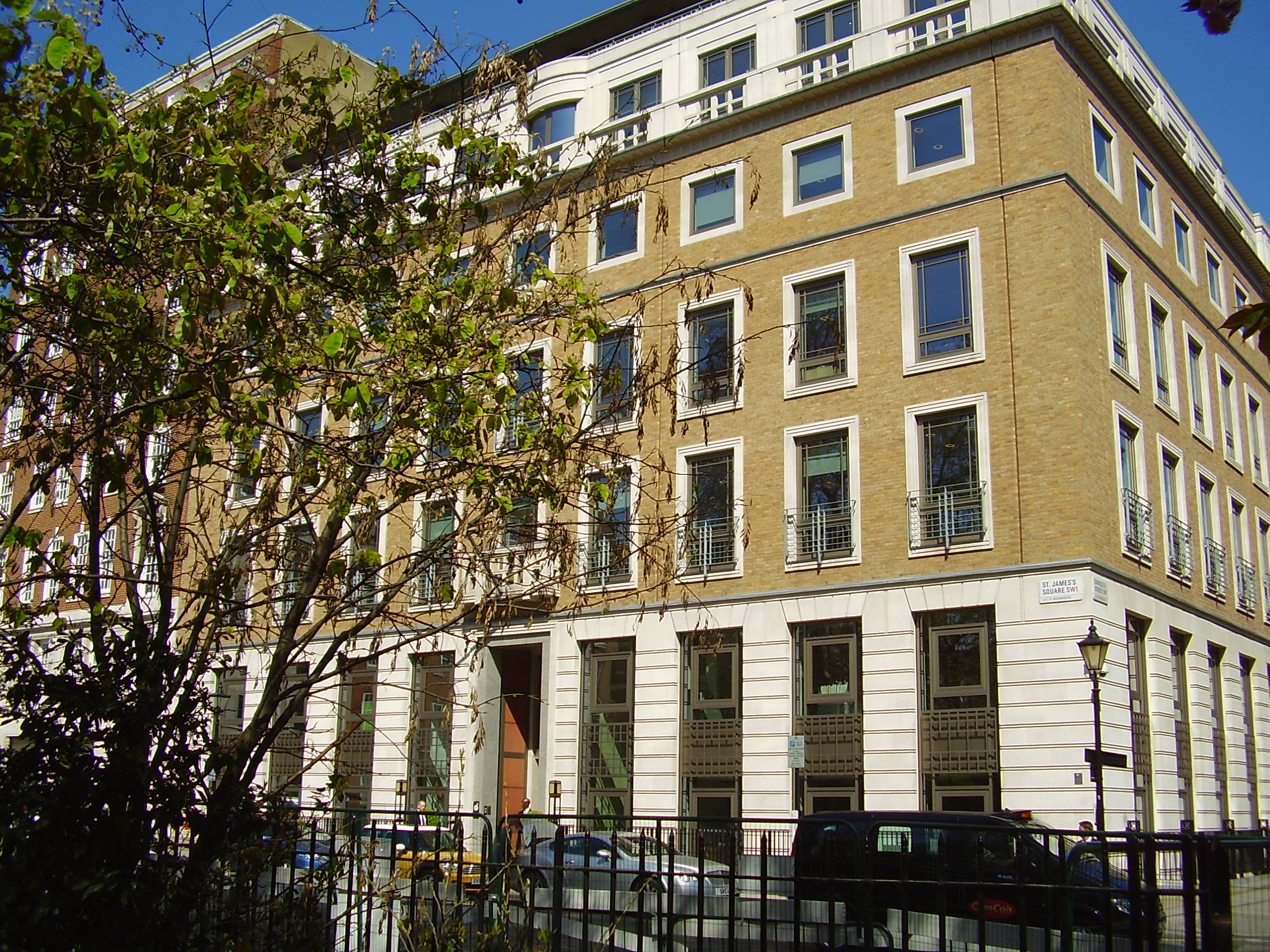
シティ・オブ・ウェストミンスターのセント・ジェームズにあるBP本社社屋

- 英国放送協会 (BBC) 本社（メリルボーン、ブロードキャスティング・ハウス (Broadcasting House)[7]）
- チャンネル4（ウェストミンスター、124 Horseferry Road） - 中央官庁街ホワイトホールの南側、テムズ川河畔のミルバンク (Millbank) 周辺界隈にあるが、その他運輸省 (33 Marsham Street)、内務省などその他官庁 (2 Marsham Street) がマーシャム・ストリートにあり、テムズ・ハウスのMI5（MI6は対岸ランベス区内SIS Buildingにある）、化学産業ICIの旧本社Imperia Chemical Houseなどがある。
- バーバリー本社（ウェストミンスター、Horseferry House, Horseferry Rd）
- ジョン・ブロードウッド・アンド・サンズ（ウェストミンスター、Horseferry House, Horseferry Rd）
- デイリー・テレグラフ・グループ（Telegraph Media Group, ヴィクトリア、111 Buckingham Palace Road[8][✝ 1]）
- BP本社（セント・ジェームズ[9][10]）
- フーリハン・ローキーロンドン事務所（セント・ジェームズ、ペル・メル (Pall Mall, London) 83番地[11]）- 国際的な投資銀行。
- ピアソン（ストランドのShell Mex House）と関連会社のペンギン・グループおよびエコノミスト・グループ本社 - 出版教育関連のメディア・コングロマリット[12][13][14]。
- リオ・ティント・グループ英国本社 - 英・豪による多国籍鉱業・資源企業[15]。
- キングフィッシャー本社（パディントン、3 Sheldon Square[16]）
- SABミラー本社[10][17]
- ブリティッシュ・アメリカン・タバコ本社（グローブ・ハウス[18]）
- マークス&スペンサー本社（ウォーターサイド・ハウス[19]）
- Swire Group本社（スワイヤー・ハウス[20]）
- プレタ・マンジェ本社 - サンドイッチ小売りチェーン[21]
- ロールス・ロイス・グループ本社[22]
- グローバル・インフラストラクチャ・パートナーズ[23]
- イージーグループ本社（メイフェア[24]）
- WPPグループ本社（メイフェア→サザーク区サウス・バンクに2018年移転[✝ 2]） - 世界最大の広告代理店、及び情報通信関連のメディア・コングロマリット。
- マイクロソフト UK本社（パディントン、2 Kingdom St）
- Facebook UK本社（カムデン区との南東端境界界隈フィッツロヴィア (Fitzrovia) にあるOne Rathbone Square[✝ 3]）
- ボストン・コンサルティング・グループ UK本社（メリルボーン、20 Manchester Square） - ウェスト・メリルボーンのマンチェスター・スクウェア界隈にはウォレス・コレクション、ウィグモア・ホール、リージェンツ・パーク界隈のマダム・タッソー館などがある。
- ガルフ・オイル・インターナショナル本社[25]
- アストラゼネカ本社[10][26][27]
- ノースロップ・グラマン英国事務所[28]
- 大韓航空欧州本社[29]
- イラク航空ロンドン・セールス・オフィス（IKBハウス内[30]）
- ソフトバンク・ビジョン・ファンド本社（メイフェア）

## 教育

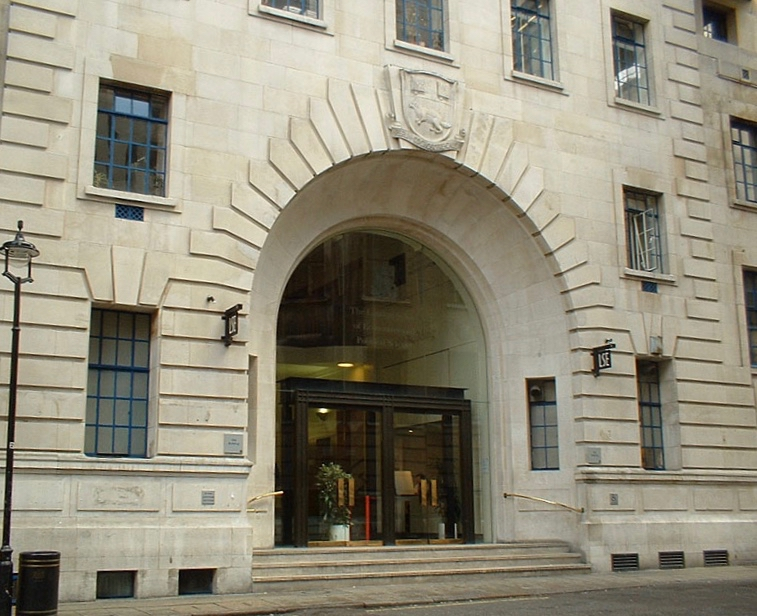
LSEの旧館入口

### 高等教育機関

#### 大学
- ロンドン大学
  - ロンドン・ビジネス・スクール
  - ロンドン・スクール・オブ・エコノミクス
  - 王立音楽アカデミー
  - ロンドン大学先端研究所
- ロンドン芸術大学
  - セントラル・セント・マーチンズ・カレッジ・オブ・アート・アンド・デザイン
  - チェルシー・カレッジ・オブ・アート・アンド・デザイン
  - ロンドン・カレッジ・オブ・ファッション
- インペリアル・カレッジ・ロンドン サウス・ケンジントン・キャンパスの北半分
- ウエストミンスター大学
- ブリガムヤング大学 ロンドン・センター
- シティ・オブ・ウェストミンスター・カレッジ
- リージェンツ・カレッジ
- ウエストミンスター・キングスウェイ・カレッジ

### 初等・中等教育機関
中等学校であるパブリック・スクールのウェストミンスター・スクールが同地にある。国公立の初等学校（小学校）・中等学校・特別学校（特別支援学校）については、2000年代以降、特に2010年代以降のイギリスの教育政策において、国公立の私立化の過程で「アカデミー」（en）が設けられた。各アカデミーが基金を募る、インデペンデント・スクールの一種になる。2022年1月現在、イギリスの初等学校の39%、中等学校の80%、特別支援学校の43%がアカデミーに転換している。

### 公共図書館
- ロンドン・ライブラリー

## 関係者

### 出身者
- ヘンリー・パーセル（17世紀の作曲家）
- ヴィクター・スペンサー (初代チャーチル子爵) - スペンサー＝チャーチル家の分流である。メイフェアのアルバマール・ストリート (Albemarle Street) 32番地生まれ
- ジョージ・カニング（18 - 19世紀前半の政治家、イギリスの首相） - メリルボーン生まれ
- ビリー・ヒューズ（第7代オーストラリアの首相） – ベルグレイヴィアの隣接南側にあるピムリコのモールトン・プレイス (7 Moreton Place) 生まれ。ブルー・プラークが掲げられている。
- オズワルド・モズレー（政治家、イギリスファシスト連合指導者） - メイフェアのヒル・ストリート (Hill Street) 47番地生まれ
- エドウィナ・マウントバッテン（最期のインド副王妃兼総督夫人、ルイス・マウントバッテンの妻） - メイフェアのパーク・レーン（Park Lane）沿いブルック・ハウス（Brook House）生まれ[33]。
- アレック・ダグラス＝ヒューム（イギリスの首相、第14代ヒューム伯爵〈1963年に首相就任後1代のみ爵位返上〉） - 1903年、メイフェアのパーク・レーン裏手サウス・ストリート (South Street) 28番地で生まれ育つ。
- ジョン・スペンサー (第8代スペンサー伯爵) - スペンサー＝チャーチル家の分流で、ダイアナ妃の父。ベイズウォーター生まれ、セント・ジョンズ・ウッド（St John's Wood）のウェリントン病院で死去（en:Wellington Hospital, London#Notable patients 参照）。スペンサー・ハウスも参照。
- エリザベス2世（英連邦王国女王） - メイフェアのブルートン・ストリート (Bruton Street) 17番地にある母方祖父クロード・ボーズ＝ライアン (第14代ストラスモア＝キングホーン伯爵)のタウンハウスで生まれた。
- イアン・フレミング（作家・007シリーズ） - メイフェア生まれ。隣区チェルシー地区チェイニー・ウォークのカーライル・マンションズ (Carlyle Mansions) や同チェイニー・ウォーク (Cheyne Walk) 122番地などに居住。
- アレック・ギネス（男優） - メイダ・ヴェールのローダーデル・マンションス・サウス (Lauderdale Mansions South) 生まれ。ブルー・プラークが掲示されている[34]。ちなみに近年の同マンション居住者にはメアリー・マッカートニー（写真家・作家、ポール・マッカートニー娘）などがいる。
- ヴァージニア・マッケンナ（女優、「野生のエルザ」） - メリルボーン生まれ
- デヴィッド・スーシェ（男優） - パディントン生まれ
- エマ・トンプソン（女優） - 1959年、パディントン生まれ
- セーラ (ヨーク公爵夫人) - 1959年、メリルボーンのウェルベック病院 (en) 生まれ
- デーヴィッド・キャメロン（政治家、イギリスの首相） - 1966年、メリルボーン生まれ
- レイチェル・ワイズ（女優） - ウェストミンスターで生まれ、バーネット区ハムステッド・ガーデン・サバーブ育ち。女優になり、カムデン区プリムローズ・ヒルなどに居住。
- ヒュー・グローヴナー (第7代ウェストミンスター公爵) - メイフェアやベルグレイヴィア界隈の大地主[✝ 4]。1991年、ウェストミンスター生まれ。

### 居住その他ゆかりある人物
- ガイ・フォークス（火薬陰謀事件） - ウェストミンスターで処刑された。
- ロバート・デヴァルー (第3代エセックス伯) - 第一次イングランド内戦でのニューモデル軍登場までの議会軍総司令官。エルタム宮殿 (Eltham Palace, 現グリニッジ区) を占拠後、まもなく脳卒中にて当地、もしくはストランドにあった義弟ウィリアム・シーモア (第2代サマセット公) に貸し出していたエセックス・ハウス (Essex House) にて死去。
- アイザック・ニュートン（自然哲学者、万有引力の法則） - 1710年から亡くなる1727年まで、トラファルガー広場北側界隈、現在公立ウェストミンスター図書館 (en) が建つ場所に居住。死地は近隣ケンジントン界隈。
- エドワード・ギボン（歴史家、「ローマ帝国衰亡史」） - 1773年、メリルボーンのベンティンク・ストリート (Bentinck Street) 7番地に居住し執筆に専念する。
- ルイ18世（フランス復古王政期の王） - ナポレオン戦争が一旦終結し、フランスに帰国前の1814年、メイフェアのアルバマール・ストリート (Albemarle Street) 7番地にあったグリリオンズ・ホテル (Grillion's Hotel [✝ 5]) にしばらく滞在ないし居住した[35]。
- アーサー・ウェルズリー（初代ウェリントン公爵、ワーテルローの戦いの司令官、のち首相） - ナポレオン復活を百日天下で終焉させたワーテルローの戦い後の1817年以降、アプスリー・ハウスをタウンハウスに用いて軍人から転身してその政治キャリアを始めた。
- アン・リスター（地主・資産家、「近代最初のレズビアン」） - メイフェアのアルバマール・ストリート (Albemarle Street) 29番地に長く居住した[36]。
- フローレンス・ナイチンゲール（看護婦、統計データ等に基づく近代看護制度改革家） - クリミア戦争従軍で国民的ヒロインとなり、同戦争直後の1857年、メイフェアのオールド・バーリントン・ストリート (Old Burlington Street) 29番地界隈に事務所を設け「小陸軍省」の異名で呼ばれた。1910年に同メイフェアのパーク・レーン裏手サウス・ストリート (South Street) 10番地の自宅で死去。ブルー・プラークが掲げられている。
- キャサリン・ウォルターズ（ヴィクトリア朝期の高級娼婦、ファッションアイコン・ミューズ） - 1872 - 1920年にかけサウス・ストリートに居住し死去。ブルー・プラークが掲げられている。
- シャーロック・ホームズ（架空人物） - メリルボーンのベーカー街221Bに下宿。
- ジョン・H・ワトスン（架空人物） - 同上
- ウォルター・クロプトン・ウィングフィールド（発明家、ローンテニス創始者、軍人） - ピムリコのセント・ジョージズ・スクウェア (33 St George's Square) に居住。ブルー・プラークが掲げられている。
- オーブリー・ビアズリー（ヴィクトリア朝期のイラストレーター） - ピムリコのケンブリッジ・ストリート (114 Cambridge Street) に居住。ブルー・プラークが掲げられている。
- スワミ・ヴィヴェーカーナンダ（インドのヒンドゥー教出家者） - 短い期間、ピムリコのセント・ジョージズ・ドライブ (63 St George's Drive) に居住滞在。ブルー・プラークが掲げられている。
- イザドラ・ダンカン（米国のダンサー） – ピムリコのウァーウィック・スクウェア (33 Warwick Square) に居住[37]。
- ジョゼフ・コンラッド（ポーランド系のイギリスの小説家） - ピムリコのギリンハム・ストリート (17 Gillingham Street)  に居住。ブルー・プラークが掲げられている。
- ウィンストン・チャーチル（イギリスの首相） – スペンサー＝チャーチル家の本流7代マールバラ公爵三男が父である。ピムリコのエクﾙストン・スクウェア (33 Eccleston Square) 及び、モーペト・テラス (Morpeth Terrace) に居住。ブルー・プラークが掲げられている。1930年代まではケント州「チャートウェル」をカントリー・ハウスにし、1965年1月24日に亡くなった地は隣区サウス・ケンジントンのモンマス・ハウス（Monmouth House, 28 Hyde Park Gate, South Kensington）。ブルー・プラークが掲示されている。
- シャルル・ド・ゴール（自由フランス軍指導者、のちのフランス大統領） – 第二次世界大戦中、ピムリコのドルフィン・スクウェア (Dolphin Square) に居住。
- T・S・エリオット（詩人、文芸批評家、ノーベル文学賞） - メリルボーン Glentworth Street の Clarence Gate Gardens[38]。1957-1965年に亡くなるまでの期間、隣区ケンジントン区サウス・ケンジントンの 3 Kensington Court Gardensに居住し、ブルー・プラークが掲げられている。
- ローレンス・オリヴィエ（俳優） – ピムリコのラパス・ストリート (22 Lupus Street) に居住。
- エヴァ・ガードナー（女優） - ナイツブリッジのエニスモア・ガーデンズ (34 Ennismore Gardens) に1968年から居住し1990年に死去[39]。ブルー・プラークが掲げられている。
- ジョン・レノン、オノ・ヨーコ夫妻 - 結婚前の1968年、リンゴ・スターが借りたメリルボーンの「モンタギュー・スクウェア34番地 (34 Montagu Square, Marylebone) 」のフラットを3ヶ月間借り、同棲しながらアルバム『トゥー・ヴァージンズ (en)』を制作した。2010年にオノ・ヨーコの序幕でブルー・プラークが掲げられた。
- ジョモ・ケニヤッタ（独立ケニアの初代首相〈1963-64〉及び大統領〈1964-73〉） - ピムリコのケンブリッジ・ストリート (95 Cambridge Street) に居住。ブルー・プラークが掲げられている[40]。
- マーガレット・サッチャー（イギリスの首相） - 戦後ピムリコ、チェルシー、ケント州（現ブロムリー区）ファーンバラ (Farnborough)、ウェストミンスター、ケント州ランバーハースト (Lamberhurst)、チェルシー、ダウニング街10番地、サザーク区ダリッジと渡り歩き、1991-2012年はベルグレイヴィアのチェスター・スクウェア (73 Chester Square) 居住。近隣には、メアリー・シェリー（19世紀の作家、「フランケンシュタイン」）、マシュー・アーノルド（19世紀の批評家）、スタンリー・ボールドウィン（首相）らのブルー・プラークも掲示されている[41]。亡くなる2013年はホテル・リッツに居住[42]。
- リー・ラジヴィル（ソーシャライト） - バッキンガム宮殿 (Buckingham Palace) から4番地ほど南側にタウンハウス (4 Buckingham Place) があった。他にパリ16区やNY5番街に住居があった。ジャクリーン・ケネディ・オナシスの実妹。
- ピーター・オトゥール（アイルランド人の俳優、「アラビアのロレンス」） - 2013年12月、セント・ジョンズ・ウッドのウェリントン病院で死去（en:Wellington Hospital, London#Notable patients 参照）。
- シャーリー・ポーター (en, 保守党女性政治家、元ウェストミンスター区長) - メイフェアのパーク・レーン (Park Lane) に居住。
- ローラ・アシュレイ（デザイナー） – ピムリコのケンブリッジ・ストリート (83 Cambridge Street) に居住。
- アレキサンダー・マックイーン（ファッションデザイナー） - メイフェアで死去。